# Мартазанов, Абдурахман Шамсудинович
Абдурахман (Макшарип) Шамсудинович Мартазанов (ингуш. Мартазанаькъан Шамсаддина ӏадрахьман (Макшарип); 1 ноября 1954, Алма-Ата — 11 апреля 2020, Назрань, Ингушетия) — российский ингушский религиозный и государственный деятель, кадий Ингушетии (1999—2019), депутат Народного собрания Ингушетии (2003—2008) и муфтий Ингушетии (2019—2020).

## Биография
Родился 1 ноября 1954 года в Алма-Ате.
В 1973—1986 годах работал на заводе «Электроинструмент» имени Г. Ахриева в Назрани. В 1986—1990 годах работал старшим экономистом в совхозе Алханчуртский (ныне село Новый Редант) в Малгобекском районе.
В 1992—1993 годах обучался в университете Аль-Азхар в Каире. В 1993—1997 годах работал корректором в Исламском институте в Назрани. С 1994 года являлся имамом села Гамурзиево (ныне административный округ Назрани).
В 1999 году был избран судьёй шариатского суда — кадием Ингушетии. В 1999—2000 годах шариатский суд Ингушетии действовал как официальный орган судебной власти, поддерживаемый Верховным судом Ингушетии; он рассмотрел более тысячи дел. В 2001 году по рекомендации Министерства юстиции России шариатский суд Ингушетии стал консультативным органом для физических лиц. Мартазанов занимал пост кадия 20 лет, участвовал в рассмотрении около 6 тысяч споров.
В 2003—2008 годах являлся депутатом Народного собрания Ингушетии. Являлся заместителем председателя комиссии по межнациональным и международным отношениям, связям с общественными и религиозными объединениями.
В 2017 году был избран председателем Совета алимов Ингушетии. В июле 2019 года подавляющим количеством голосов был избран председателем (муфтием) Духовного центра мусульман Ингушетии. 11 апреля 2020 года умер в Назрани от COVID-19.
Был женат, воспитал трёх сыновей и двух дочерей.